# Carlos Osborne da Costa
Carlos Osborne da Costa (Curitiba, 24 de janeiro de 1899 – 6 de janeiro de 1979) foi um médico brasileiro.
Graduado pela Faculdade de Medicina do Rio de Janeiro em 1921. Foi eleito membro da Academia Nacional de Medicina em 45, sucedendo Benjamin Vinelli Baptista na Cadeira 84, que tem Manuel Dias de Abreu como patrono.